# Mimovelleda humeridens
Mimovelleda humeridens là một loài bọ cánh cứng trong họ Cerambycidae.